# Crane and Company Old Stone Mill Rag Room
Der Crane and Company Old Stone Mill Rag Room ist der Überrest einer der ältesten noch erhaltenen Papiermühlen der Crane & Co. im Bundesstaat Massachusetts der Vereinigten Staaten. Das seit 1930 als Crane Museum of Papermaking betriebene Gebäude wurde 1983 als National Historic Landmark in das National Register of Historic Places eingetragen. Seit 2005 ist es zugleich Contributing Property des Cranesville Historic District.

## Architektur
Das 1844 aus Feldsteinen errichtete Bauwerk ist der noch bestehende Überrest der Old Stone Mill, auf deren ursprünglichen Werksgelände heute Papiermühlen jüngeren Datums stehen, die zum Teil immer noch in Betrieb sind. Das Gebäude wurde von Zenas Crane persönlich entworfen und bis in die 1890er Jahre hinein für Produktions- und Experimentierzwecke genutzt.
Das Gebäude wurde 1930 in ein Industriemuseum umgewandelt und umgebaut. Obwohl in diesem Zuge auch das mit Schieferschindeln gedeckte Giebeldach erneuert wurde, blieben die wesentlichen Charakterzüge des Bauwerks erhalten. Der Eingang an der Vorderseite besteht aus einer hölzernen Doppeltür, die von Säulen Dorischer Ordnung eingerahmt wird. Diese tragen ein Gebälk mit einem Fries, in das die Worte „Crane Museum“ eingraviert sind. Darüber befindet sich ein Rundfenster.
Im Inneren besteht das Museum aus einem einzigen Raum, in dem verschiedene Exponate zur Geschichte der Crane Company und der Papierherstellung im Berkshire County ausgestellt sind. Dazu zählt ein Brief von Henry Clay, in dem er Zenas Crane für die Bereitstellung von Musterstücken dankt.

## Historische Bedeutung
Auf einem rund 1,5 km langen Uferstreifen entlang des Housatonic River wurden im 19. Jahrhundert von der Crane Company mehrere Papiermühlen errichtet. Der ehemalige „Lumpenraum“ (englisch rag room) der Old Stone Mill repräsentiert sowohl die Geschichte der Crane Company – Winthrop M. Crane begann in diesem Gebäude seine Karriere – als auch die wichtige Rolle der Berkshire-Region in der nationalen Papierproduktion.
In der ersten Hälfte des 19. Jahrhunderts etablierte sich das Berkshire County in Massachusetts im Zuge der Neuentwicklung von Papiermaschinen durch Henry Fourdrinier als führende Papierproduktionsstätte der Vereinigten Staaten. Diese Führungsrolle behielt die Region bis hinein in den Sezessionskrieg. Die 1801 gegründete Crane Company ist bis heute am Markt tätig und die älteste Papierfabrik der Vereinigten Staaten, die nie ihren Standort gewechselt hat. Das Unternehmen produziert vorwiegend Papiere auf Basis von Textilfasern und ist heute der Hauptzulieferer für die Produktion der amerikanischen Dollarscheine.
Das Unternehmen legte dafür 1879 den Grundstein, als Winthrop Murray Crane, Enkel des Firmengründers Zenas Crane und späterer Gouverneur von Massachusetts (1900–1902) sowie US-Senator (1904–1912), einen Auftrag des Finanzministeriums der Vereinigten Staaten zur Herstellung von Papier für Geldscheine gewann. Seitdem hat das Unternehmen 95 Prozent der Geldscheine der USA sowie geringere Mengen für andere Staaten produziert.